# Lupinus jelskianus
Lupinus jelskianus är en ärtväxtart som beskrevs av Charles Piper Smith. Lupinus jelskianus ingår i släktet lupiner, och familjen ärtväxter. Inga underarter finns listade i Catalogue of Life.